# Maiden Law
Maiden Law – wieś w Anglii, w hrabstwie Durham. Leży 13 km na północny zachód od miasta Durham i 386 km na północ od Londynu.